# Isaac Chemobwo
Isaac Chemobwo (* 25. Oktober 1973) ist ein ehemaliger kenianischer Langstreckenläufer, der sich auf Straßenläufe spezialisiert hatte.
1998 wurde er Sechster beim Paris-Marathon, siegte beim Würzburger Residenzlauf, bei den 25 km von Berlin sowie beim Altötting-Halbmarathon und wurde Zweiter beim Frankfurt-Marathon. 
1999 gewann er den Kerzerslauf und den CPC Loop Den Haag und verteidigte seinen Titel in Würzburg. Beim London-Marathon kam er auf den 21. Platz. 1999 und 2000 siegte er beim Nürburgringlauf.

## Bestzeiten
- 10.000 m: 28:41,8 min, 9. Mai 1997, Nairobi
- Halbmarathon: 1:01:00 h, 27. März 1999, Den Haag
- 25-km-Straßenlauf: 1:14:16 h, 3. Mai 1998, Berlin
- Marathon: 2:12:05 h, 5. April 1998, Paris